# Rhudara cornuta
Rhudara cornuta är en fjärilsart som beskrevs av Paul Thiaucourt 1996. Rhudara cornuta ingår i släktet Rhudara och familjen tandspinnare. Inga underarter finns listade.